# ヘスス・ダトロ
ヘスス・アルベルト・ダトロ（Jesús Alberto Dátolo, 1984年5月19日 - ）は、アルゼンチン・ブエノスアイレス州カルロス・スペガッシーニ出身の同国代表サッカー選手。ポジションはMF、FW。

## 経歴
4部リーグのカニュエラスFCから2002年にCAバンフィエルドへと移籍し、2004年にトップチームデビュー。
2006年にボカ・ジュニアーズへと移籍。特に目立った活躍もなく2008年1月には放出も検討されるが、本人のボカ残留意志は強く残留に成功。見返すシーズンとなった2008クラウスーラで大ブレイク。ネリ・カルドソからポジションを奪取した。その高精度な左足を駆使したドリブルテクニックは絶賛されている。2009年1月、4年半の契約でセリエAのSSCナポリに移籍した。2008-09シーズンは9試合出場（先発3試合）と、期待を裏切った。
2009-2010シーズン、シーズン途中から監督に就任したワルテル・マッツァーリ監督の下では復活し、2009年10月31日に行われたユヴェントスFC戦では、途中出場ながら3得点を演出し、自らも1ゴールをマークして3-2の逆転勝利を挙げた。2010年1月、出場機会の増加を求めギリシャのオリンピアコスFCへレンタル移籍。
ECヴィトーリアを退団後、2017-18シーズンより古巣のバンフィエルドへ復帰した。

## 代表歴
2009年8月12日のロシアとの親善試合でアルゼンチン代表デビューし、この試合で代表初ゴールも挙げた。2010 FIFAワールドカップでは、予備登録の30人に選ばれたが、所属クラブでの不振が原因で、最終の23人に残ることができなかった。

## タイトル
ボカ・ジュニアーズ
- レコパ・スダメリカーナ : 2006, 2008
- コパ・リベルタドーレス : 2007
- プリメーラ・ディビシオン : 2008–09アペルトゥーラ

インテルナシオナウ
- カンピオナート・ガウショ : 2012, 2013

アトレチコ・ミネイロ
- レコパ・スダメリカーナ : 2014
- コパ・ド・ブラジル : 2014
- カンピオナート・ミネイロ : 2015